# Sacile
Sacile là một đô thị và cộng đồng (comune) ở tỉnh Pordenone trong vùng tự trị Friuli-Venezia Giulia nước Ý.
Đô thị Sacile có diện tích 32,62 kilômét vuông, dân số thời điểm năm 31 tháng 5 năm 2005 là 19.515 người.